# Мацусиге
Мацусиге (яп. 松茂町 Мацусигэ-тё:) — посёлок в Японии, находящийся в уезде Итано префектуры Токусима. Площадь посёлка составляет 13,94 км², население — 15 267 человек (1 августа 2014), плотность населения — 1095,19 чел./км².

## Географическое положение
Посёлок расположен на острове Сикоку в префектуре Токусима региона Сикоку. С ним граничат города Токусима, Наруто и посёлок Китадзима.

## Население
Население посёлка составляет 15 267 человек (1 августа 2014), а плотность — 1095,19 чел./км². Изменение численности населения с 1980 по 2005 годы:
| 1980 | 10 196 чел. |  |
| 1985 | 10 957 чел. |  |
| 1990 | 12 096 чел. |  |
| 1995 | 13 562 чел. |  |
| 2000 | 14 267 чел. |  |
| 2005 | 14 926 чел. |  |

## Символика
Деревом посёлка считается Pinus thunbergii, цветком — Lampranthus spectabilis.